# Talbot (motoryzacja)

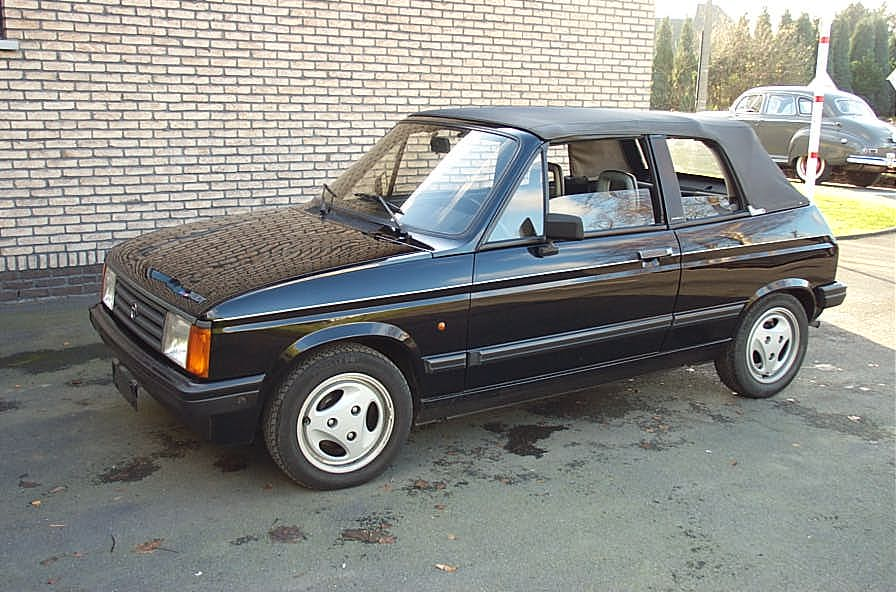
Talbot Samba (1981–1986)

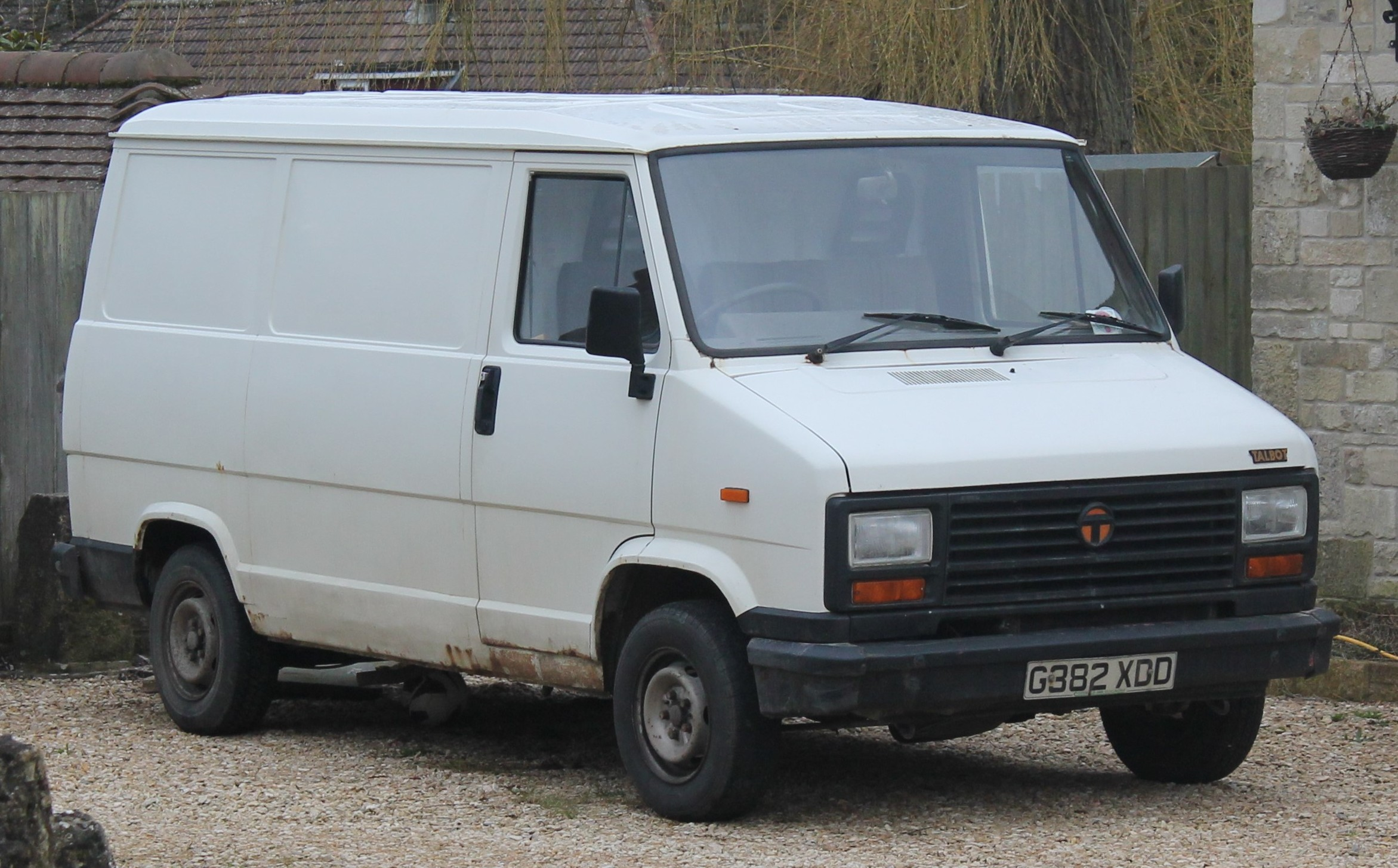
Talbot Express z 1989

Talbot – marka samochodów produkowanych we Francji, Wielkiej Brytanii i Hiszpanii.

## Historia
Początkowo nazwa Talbot była używana w odniesieniu do francuskich samochodów Clément-Bayard sprowadzanych od 1903 do Wielkiej Brytanii. Przedsięwzięcie to sfinansował Charles Chetwynd-Talbot – XX Hrabia Shrewsbury, który użyczył firmie swojego nazwiska. W 1905 spółka zaczęła importować samochody pod marką Clément-Talbot oraz montować sprowadzone z Francji części w fabryce w Londynie w dzielnicy Notting Hill. Rozpoczęto też sprzedaż aut pod marką Talbot. W 1906 firma rozpoczęła wytwarzanie własnych pojazdów na Wyspach. Połączyła się z firmą Sunbeam i Darracq. We Francji sprzedawano auta pod marką Talbot-Darracq. W 1954 produkcję zawieszono.
Dwadzieścia cztery lata później markę reaktywował francuski koncern PSA Peugeot Citroën, po przejęciu europejskich filii koncernu Chrysler. Osobowe modele marki zostały zastąpione w połowie lat 80. modelem Peugeot 309. Ostatnim modelem Talbota dotępnym na rynku był dostawczy Talbot Express wycofany w 1992.

## Niektóre modele
- Talbot 105
- Talbot 1510
- Talbot Alpine
- Talbot Horizon
- Talbot Sunbeam
- Talbot Samba
- Talbot Solara
- Talbot Tagora
- Talbot Express
- Talbot Matra